# Billy the Kid Wanted
Billy the Kid Wanted – amerykański western z 1941 roku w reżyserii Sama Newfielda.

## Opis Fabuły
Billy the Kid i Jeff pomagają swojemu przyjacielowi Fuzzy'emu uciec z więzienia. Ukrywają się w Paradise Valley, gdzie stają w obronie mieszkańców oszukiwanych przez Matta Brawleya i Jacka Saundersa.

## Obsada[1]
- Buster Crabbe – Billy the Kid
- Al St. John – Fuzzy
- Dave O’Brien – Jeff
- Glenn Strange – Matt Brawley
- Charles King – Jack Saunders
- Slim Whitaker – Drugi Szeryf